# Paolo Nespoli
Paolo Angelo Nespoli , né le 6 avril 1957 à Milan, est un spationaute italien de l'Agence spatiale européenne (ESA).

## Formation
Il est diplômé de l’École de parachutisme de Pise et est officier de réserve de l'Armée de terre italienne. 
Recruté par l'armée de l'air italienne en 1977, il a été instructeur de parachutisme à Pise. En 1980, il rejoint le 9ème bataillon d'assaut  “Col Moschin” de Livourne. De 1982 à 1984, il est affecté au contingent multinational de maintien de la paix à Beyrouth au Liban. À son retour, il est nommé officier et reprend les études. Diplômé en science et ingénierie aérospatiale  en 1989 de l'université de New York, il reçoit la médaille d'ingénierie mécanique de l'université de Florence en 1990. Il quitte le service actif dans l'armée en 1987. Paolo Nespoli fut employé par Proel Tecnologie à Florence et participe au programme Tethered Satellite System de l'Agence spatiale italienne. Recruté par l'Agence spatiale européenne en 1991, il devient formateur d'astronautes à l'European Astronaut Centre de Cologne en Allemagne et à l'ESTEC à Noordwijk aux Pays-Bas. Il participe à la conception des entraînements pour les programmes Euromir et ISS.
En 1998, Paolo Nespoli est sélectionné spationaute par l'Agence spatiale italienne et rejoint le corps européen des astronautes à l'EAC. Affecté au centre Johnson de la NASA, à Houston, l'italien est affecté au groupe 17 d'astronautes de la NASA. En juillet 2017 il est cinématographe à bord de l'ISS pour l'émission de la National Geographic Society One Strange Rock. 
Paolo Nespoli est aussi plongeur sous-marin.

## Missions
Il a effectué trois vols dans l'espace, totalisant 313 jours. Paolo Nespoli est ainsi le deuxième astronaute de l'Agence spatiale européenne (ESA) le plus expérimenté.
- STS-120, baptisée Esperia par l'Agence spatiale européenne, sur la navette américaine Discovery, du 23 octobre 2007 (17h38, heure française) au 7 novembre 2007 à destination de l'ISS[4]. Son père décède durant sa mission.

- Le 17 décembre 2010, il décolle à bord de Soyouz TMA-20 pour effectuer un vol de longue durée à bord de la station spatiale internationale en compagnie d'un Russe et d'une Américaine (expédition 26 et 27). Il ne retourne sur Terre que le 24 mai 2011[4]. Sa mère décède pendant sa mission le 2 mai 2011.

- Nespoli fait partie de l'équipage du vaisseau Soyouz MS-05, qui a quitté la Terre le 28 juillet 2017 pour la station spatiale internationale, en compagnie de l'Américain Randolph Bresnik et du Russe Sergueï Riazanski. Il participe aux expéditions 52 et 53. Il est de retour sur Terre le 14 décembre 2017[4] après 138 jours dans l'espace. Pour cette mission, il a volé pour l'Agence spatiale italienne (ASI), même si Paolo Nespoli est un astronaute européen et que l'ESA collaborait fortement à cette mission.

## Galerie

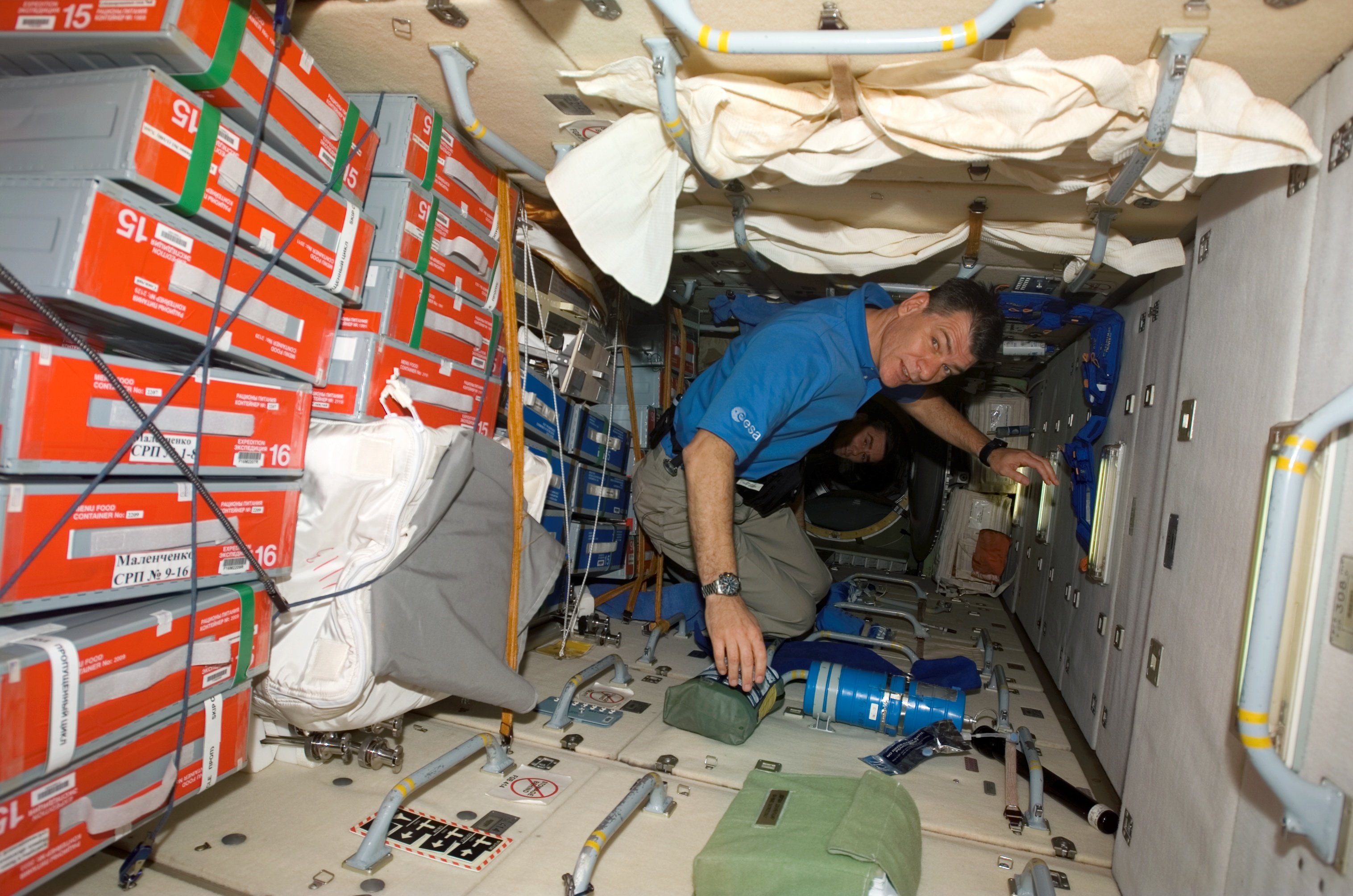
Lors de sa première mission, dans le module Zarya.
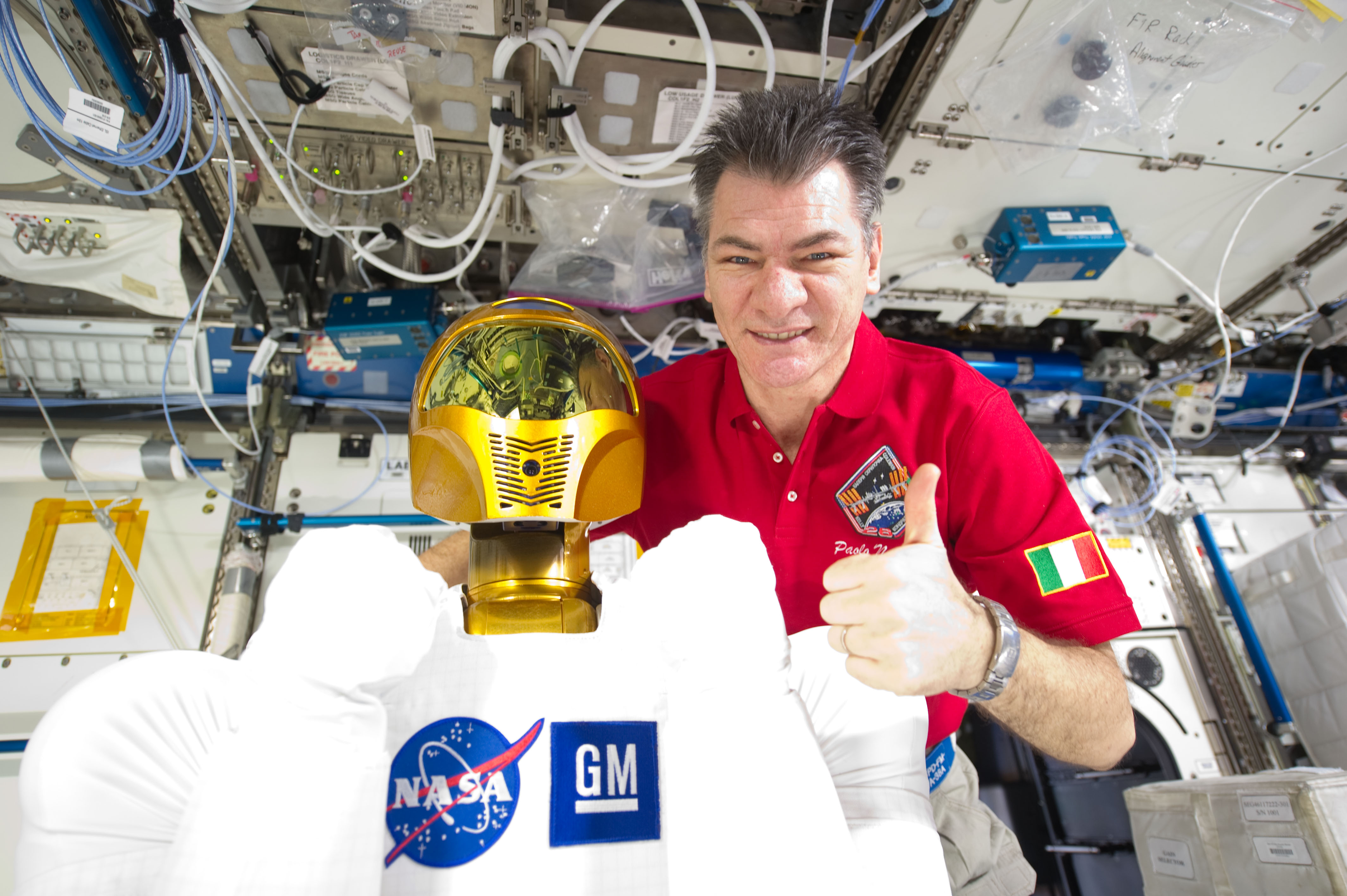
Avec Robonaut 2 lors de sa deuxième mission.
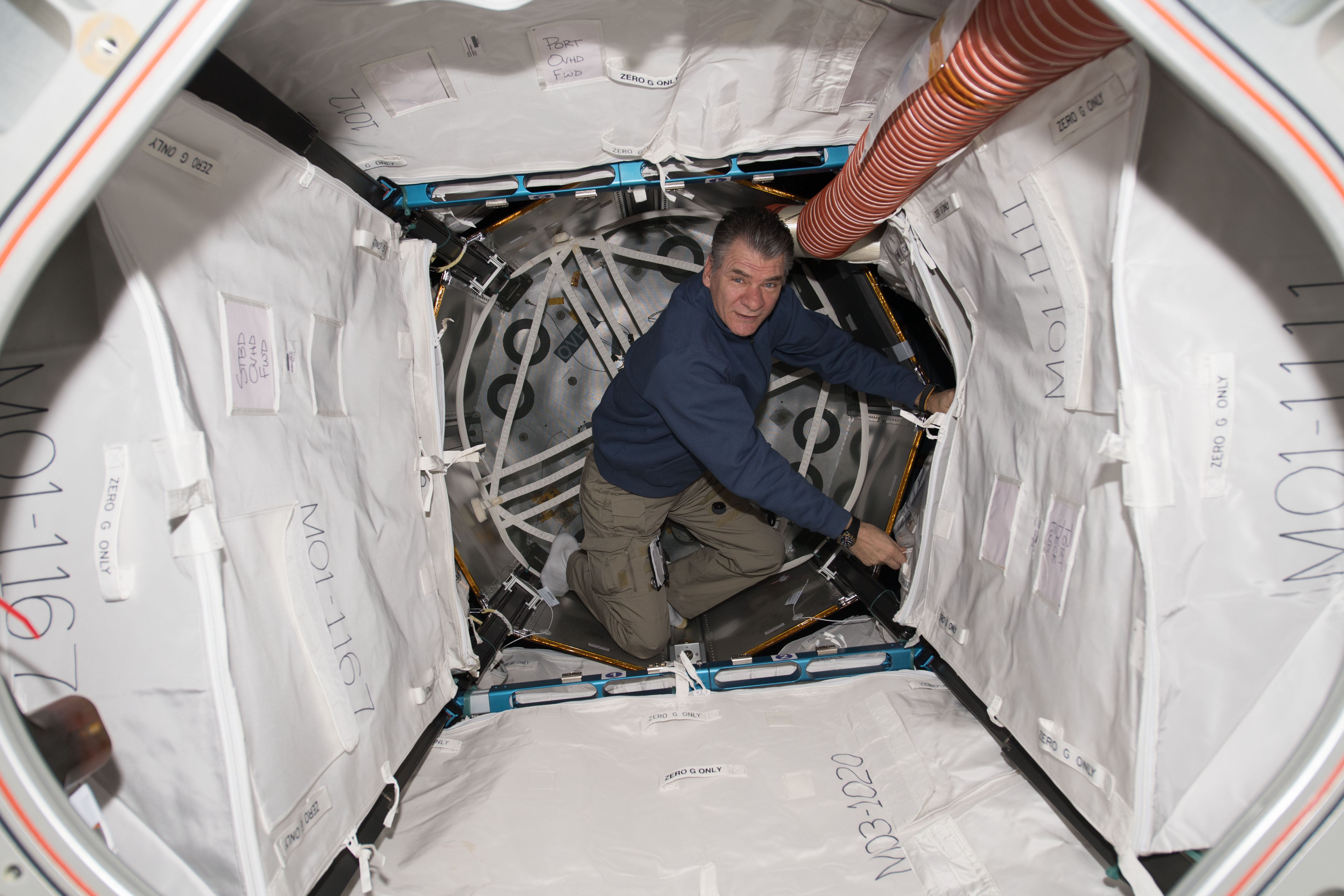
Au travail dans le module BEAM gonflable. Paolo Nespoli a participé à reconfigurer ce module de test en un module de stockage.